# Luca Marconi
Luca Marconi (Rimini, 1989. július 13. –) olasz motorversenyző, jelenleg a MotoGP 125 köbcentiméteres géposztályának tagja.
A sorozatban 2009-ben mutatkozott be, pontot eddig nem szerzett.

## Teljes MotoGP-eredménylistája
(Táblázat értelmezése)

(Félkövér: pole-pozícióból indult; dőlt: leggyorsabb kört futott) 

| Év   | Géposztály | Motor   | 1      | 2      | 3      | 4      | 5      | 6      | 7      | 8      | 9      | 10     | 11     | 12      | 13     | 14     | 15     | 16     | 17      | Poz. | Pont |
| ---- | ---------- | ------- | ------ | ------ | ------ | ------ | ------ | ------ | ------ | ------ | ------ | ------ | ------ | ------- | ------ | ------ | ------ | ------ | ------- | ---- | ---- |
| 2009 | 125 cm³    | Aprilia | QAT 24 | JPN 25 | SPA 25 | FRA Ki | ITA Ki | CAT 24 | NED 23 | GER 24 | GBR 19 | CZE 26 | IND 24 | RSM 24  | POR 26 | AUS Ki | MAL 21 | VAL Ki |         | -    | -    |
| 2010 | 125 cm³    | Aprilia | QAT 22 | SPA 17 | FRA Ki | ITA Ki | GBR 23 | NED Ki | CAT 18 | GER Ki | CZE 23 | IND 18 | SMR Ki | ARA Sér | JPN 23 | MAL Ki | AUS 19 | POR Ki | VAL Sér | -    | -    |